# Kiss Me Once Tour
Tournées par Kylie Minogue
Anti Tour
(2012) Golden Tour
(2018)
Le Kiss Me Once Tour est la quatorzième tournée de la chanteuse australienne Kylie Minogue, faisant la promotion de son douzième album studio Kiss Me Once (2014). La tournée a commencé le 24 septembre 2014 à Liverpool, Royaume-Uni et s'est terminée le 21 mars 2015 à Dubaï, aux Émirats Arabes Unies, pour un total de 35 dates et a visité trois continents dont l'Europe, l'Océanie et l'Asie.  Le spectacle est divisé en six tableaux : First Kiss, Secret Kiss, Dizzy Kiss, Lick Kiss, Aussie Kiss et Encore. 

## Setlist
Act I: First Kiss
1. "Breathe" (Introduction)
2. "Les Sex"
3. "In My Arms"
4. "Timebomb"
5. "Sexy Love"
6. "Wow"

Act II: Secret Kiss
1. "Step Back in Time"
2. "Spinning Around"
3. "Your Disco Needs You"
4. "On a Night Like This"
5. "Slow"

Act III: Dizzy Kiss
1. "Chasing Ghosts" (Interlude)
2. "Dollhouse Medley" : "Enjoy Yourself" (Intro) / "Hand on Your Heart" / "Never Too Late" / "Got to Be Certain" / "I Should Be So Lucky"

Act IV: Lick Kiss
1. "Skirt" (Dance interlude)
2. "Need You Tonight" (INXS Cover)
3. "Sexercize"
4. "Nu-Di-Ty Segue" (Dance Interlude)
5. "Can't Get You Out Of My Head"
6. "Kids"

Act V: Aussie Kiss
1. "Beautiful"
2. "Kiss Me Once"
3. "Get Outta My Way"
4. "Love at First Sight"
5. "The Locomotion"
6. "All the Lovers"

Encore
1. "Into the Blue"

## Dates et lieux des concerts
| Date              | Ville       | Pays                | Lieu                          | Affluence       | Revenu      |
| ----------------- | ----------- | ------------------- | ----------------------------- | --------------- | ----------- |
| EUROPE / UK       |             |                     |                               |                 |             |
| 24 septembre 2014 | Liverpool   | Royaume-Uni         | Echo Arena                    | 7,932 / 9,651   | 675 362 $   |
| 26 septembre 2014 | Manchester  | Royaume-Uni         | Manchester Arena              | 13,285 / 14,585 | 1 124 680 $ |
| 27 septembre 2014 | Londres     | Royaume-Uni         | Roundhouse                    | N/A             | N/A         |
| 29 septembre 2014 | Londres     | Royaume-Uni         | The O2 Arena                  | 29,015 / 39,193 | 2 745 410 $ |
| 30 septembre 2014 | Londres     | Royaume-Uni         | The O2 Arena                  | 29,015 / 39,193 | 2 745 410 $ |
| 1er octobre 2014  | Londres     | Royaume-Uni         | The O2 Arena                  | 29,015 / 39,193 | 2 745 410 $ |
| 3 octobre 2014    | Cardiff     | Royaume-Uni         | Motorpoint Arena              | N/A             | N/A         |
| 4 octobre 2014    | Nottingham  | Royaume-Uni         | Capital FM Arena              | N/A             | N/A         |
| 5 octobre 2014    | Nottingham  | Royaume-Uni         | Capital FM Arena              | N/A             | N/A         |
| 7 octobre 2014    | Birmingham  | Royaume-Uni         | National Indoor Arena         | 9,291 / 12,801  | 866 765 $   |
| 11 octobre 2014   | Monte-Carlo | Monaco              | Sporting Monte-Carlo          | N/A             | N/A         |
| 13 octobre 2014   | Madrid      | Espagne             | Palacio de Deportes           | N/A             | N/A         |
| 14 octobre 2014   | Barcelone   | Espagne             | Palau Sant Jordi              | N/A             | N/A         |
| 15 octobre 2014   | Montpellier | France              | Park&Suites Arena             | N/A             | N/A         |
| 18 octobre 2014   | Budapest    | Hongrie             | Budapest Sports Arena         | N/A             | N/A         |
| 19 octobre 2014   | Bratislava  | Slovaquie           | Ondrej Nepela Arena           | N/A             | N/A         |
| 21 octobre 2014   | Prague      | République tchèque  | O2 Arena                      | N/A             | N/A         |
| 30 octobre 2014   | Łódź        | Pologne             | Atlas Arena                   | N/A             | N/A         |
| 31 octobre 2014   | Kaunas      | Lituanie            | Žalgirio Arena                | N/A             | N/A         |
| 2 novembre 2014   | Riga        | Lettonie            | Riga Arena                    | N/A             | N/A         |
| 5 novembre 2014   | Lille       | France              | Zénith de Lille               | N/A             | N/A         |
| 6 novembre 2014   | Bruxelles   | Belgique            | Palais 12                     | N/A             | N/A         |
| 8 novembre 2014   | Dublin      | Irlande             | The O2                        | 8,549 / 9,000   | 684 934 $   |
| 8 novembre 2014   | Belfast     | Royaume-Uni         | Odyssey Arena                 | 6,440 / 7,000   | $551 126 $  |
| 11 novembre 2014  | Newcastle   | Royaume-Uni         | Metro Radio Arena             | 6,907 / 10,173  | 554 008 $   |
| 12 novembre 2014  | Glasgow     | Royaume-Uni         | SSE Hydro                     | 11,508 / 11,609 | 908 423 $   |
| 13 novembre 2014  | Sheffield   | Royaume-Uni         | Motorpoint Arena              | N/A             | N/A         |
| 15 novembre 2014  | Paris       | France              | Bercy Arena                   | N/A             | N/A         |
| 17 novembre 2014  | Zurich      | Suisse              | Hallenstadion                 | 5,178 / 7,300   | $390 496 $  |
| OCEANIE           |             |                     |                               |                 |             |
| 14 mars 2015      | Perth       | Australie           | Perth Arena                   | 7,989 / 8,187   | 820 342 $   |
| 17 mars 2015      | Adélaïde    | Australie           | Adelaide Entertainment Centre | 5,696 / 8,064   | 516 989 $   |
| 18 mars 2015      | Melbourne   | Australie           | Rod Laver Arena               | 10,369 / 11,224 | 836 512 $   |
| 20 mars 2015      | Sydney      | Australie           | Qantas Credit Union Centre    | 9,129 / 9,735   | 1 035 330 $ |
| 21 mars 2015      | Brisbane    | Australie           | Brisbane Entertainment Centre | 6,865 / 7,227   | 754 893 $   |
| ASIE              |             |                     |                               |                 |             |
| 28 mars 2015      | Dubai       | Émirats arabes unis | Meydan Racecourse             | N/A             | N/A         |